# WorldWideWeb
WorldWideWeb je bil prvi brskalnik na svetu in WYSIWYG HTML-urejevalnik. Tim Berners-Lee ga je predstavil 26. februarja 1991. Deloval je na platformi NeXTSTEP. Da ga ne bi zamenjevali z World Wide Web, ki ga je prav tako naredil Berners-Lee, so ga preimenovali v Nexus.
WorldWideWeb je bil prvi izdelek, ki je uporabljal protokola FTP in HTTP.